# سونغ يو جونغ
سونغ يو جونغ (بالكورية: 송유정)‏ ( 8 يونيو 1994 - 23 يناير 2021) كانت ممثلة وعارضة ازياء كورية جنوبية.

## روابط خارجية
- سونغ يو جونغ على موقع IMDb (الإنجليزية)
- سونغ يو جونغ على موقع قاعدة بيانات الفيلم (الإنجليزية)